# 施瓦察赫
施瓦察赫是德国巴登-符腾堡州的一个市镇。总面积8.37平方公里，总人口3195人，其中男性1712人，女性1483人（2011年12月31日），人口密度382人/平方公里。